# Filialkirche Albersdorf

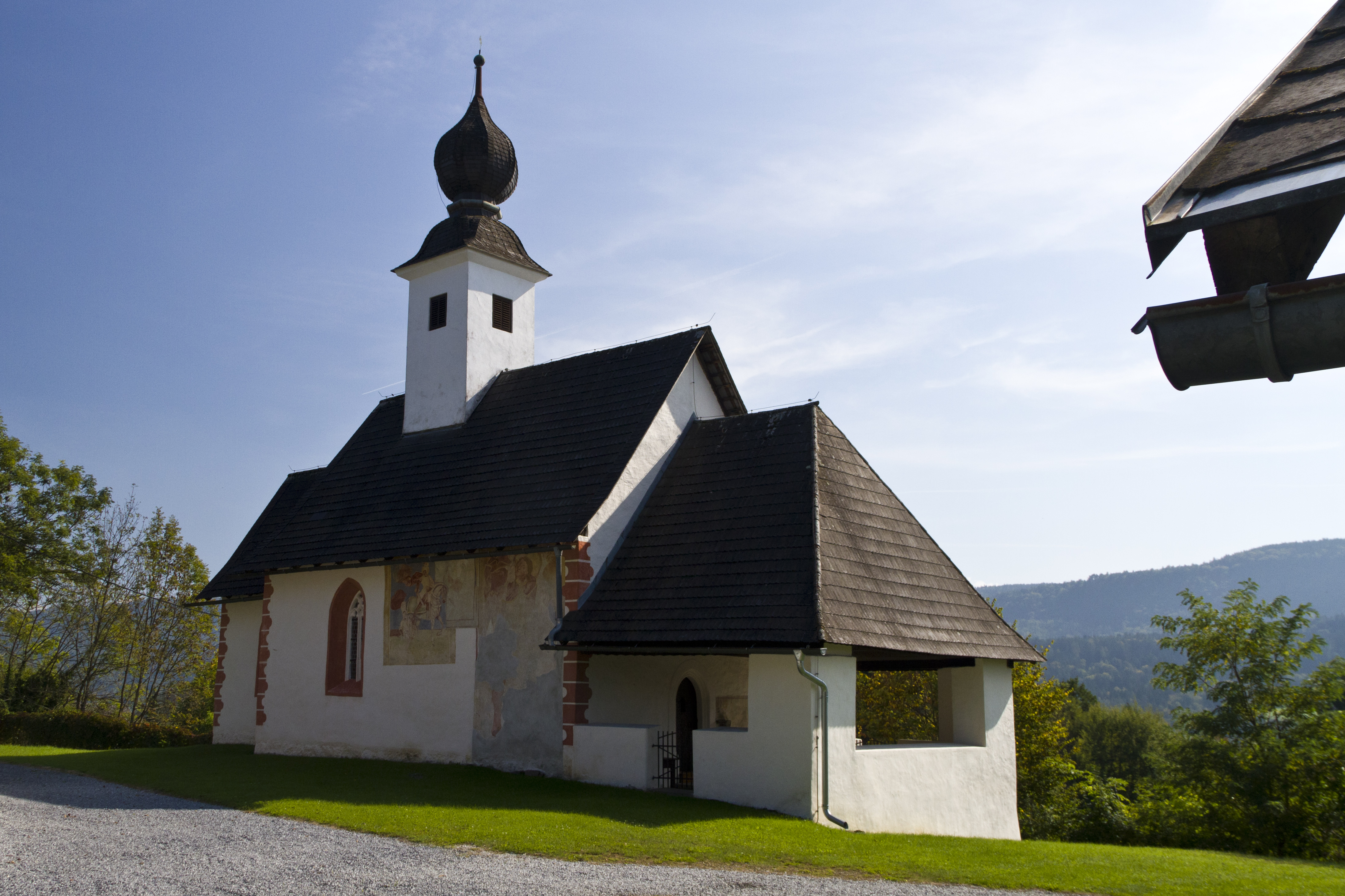
Nordwestansicht

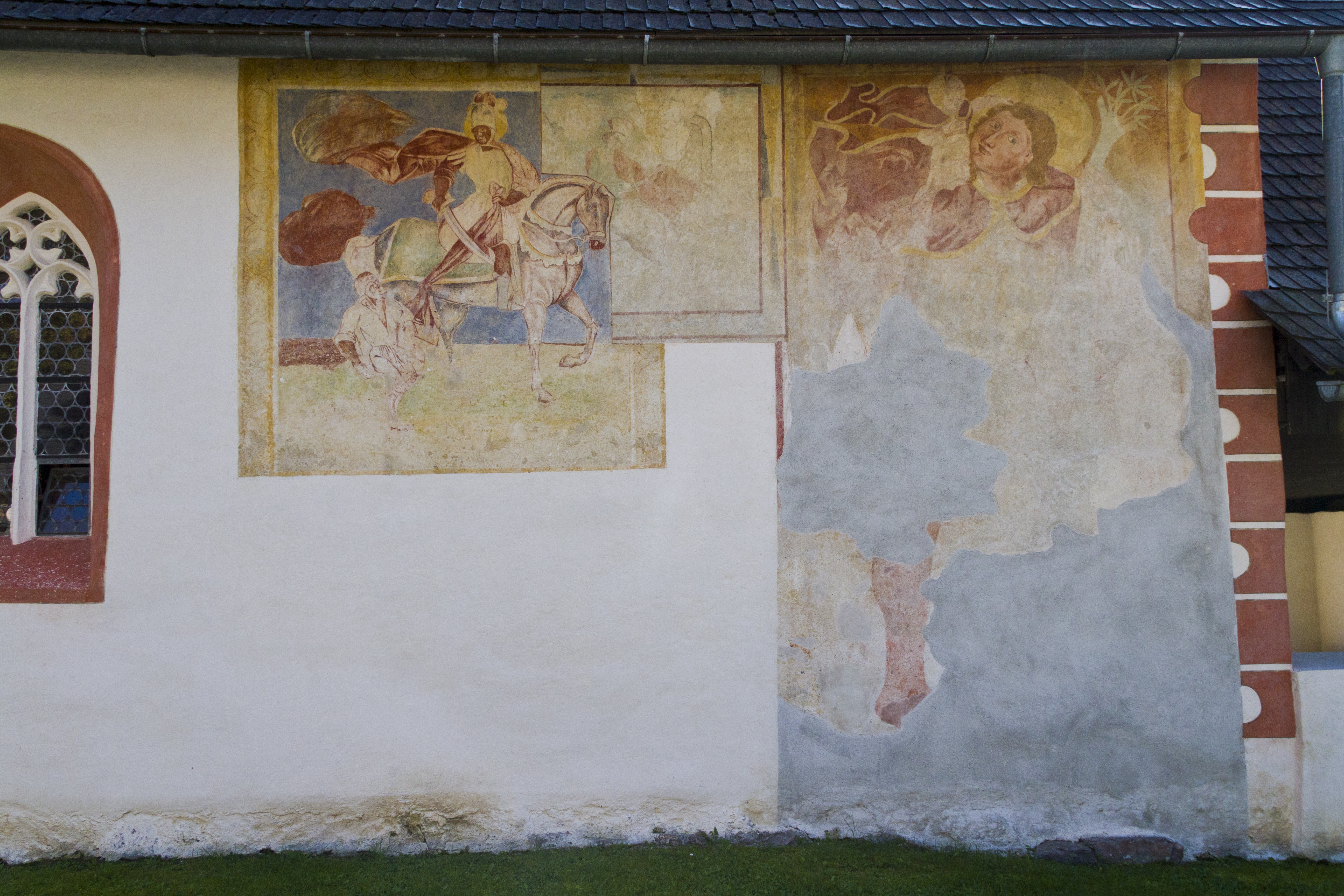
Fresken

Die römisch-katholische Filialkirche Albersdorf in der Gemeinde Schiefling am Wörthersee ist den Heiligen Ulrich und Martin geweiht und gehört zur Pfarre Schiefling. Die Kirche in Albersdorf/Pinja vas wurde wahrscheinlich vom heiligen Albuin gegründet. Eine 865 urkundlich erwähnte Weihe einer Peterskirche in Weride (Wörth) durch den Erzbischof von Salzburg könnte in Albersdorf stattgefunden haben, da ein ehemaliges Petrus-Patrozinium überliefert ist. Im Mittelalter war Albersdorf eine Filiale von Maria Wörth.

## Baubeschreibung
Das Gotteshaus ist ein einschiffiger, romanischer Bau mit einem niedrigeren, eingezogenen und gerade abgeschlossenen Chor. Der Dachreiter wird von einer Zwiebelhaube bekrönt. Die Glocke goss im 15. Jahrhundert Peter Pfinzing. Der Chor besitzt eine bis zum Fenster reichende Exedra. An der Südwand hat sich ein romanisches Hochfenster erhalten. Die anderen Fenster in Langhaus und Chor sind mit zweiteiligem, neugotischem Maßwerk ausgestattet. Die ornamentalen Glasscheiben entstanden 1891. An der Langhausnordwand überdeckt ein Fresko des heiligen Martin aus dem 17. Jahrhundert eine thematisch gleiche Darstellung aus dem 15. Jahrhundert. Daneben befindet sich ein spätgotisches Freskenfragment des heiligen Christophorus.
Das profilierte, spitzbogige, gotische Westportal wird von einer offenen Vorhalle geschützt. Links vom Portal befindet sich ein Kruzifix in einem Holzschrein aus dem 17. Jahrhundert.
Im zweijochigen Langhaus ruht ein gratiges Kreuzgewölbe auf kräftigen Wandpfeilern. Die hölzerne Westempore des 17. Jahrhunderts weist an der Unterseite Schablonenmalerei auf. Ein niedriger, rundbogiger Triumphbogen verbindet das Langhaus mit dem Chor, den ein gratiges Kreuzgewölbe überspannt. An der Nordwand wurden Fresken einer Kreuzigung mit Maria und Johannes gefunden.

## Einrichtung
Der Hochaltar aus der ersten Hälfte des 18. Jahrhunderts trägt überfasste Figuren der Apostelfürsten Petrus und Paulus und einen 1904 in Gröden geschnitzten heiligen Martin als Mittelfigur. Im Aufsatzbild die heilige Dreifaltigkeit.
Am um 1800 entstandenen linken Seitenaltar steht ein Heilig-Haupt-Bild und eine Statue der Maria Immaculata vom Ende des 19. Jahrhunderts, die aus der Kirche in Schiefling stammt.
Der rechte Seitenaltar stammt von ca. 1660 und besteht aus einer kleinen Ädikula über einem Sockel sowie qualitätsvollem Knorpelwerk an den seitlichen Ohren und am Sockel. Der Altar trägt eine Skulptur des heiligen Stephanus von 1878 und im Aufsatz eine Statuette Gottvaters. Auf der Mensa steht ein volkstümlich barockes Bild der Heiligen Familie. An der Nordwand hängen Bilder der beiden Kirchenheiligen Ulrich und Martin aus dem 18. Jahrhundert. Die Kirche besitzt ein barockes Kirchengestühl und einen kleinen Sakristeischrank aus dem 17. Jahrhundert. Bei Aufräumungsarbeiten fand man 1905 unter dem Dach ein Antiphonar und ein Missale aus dem 14. Jahrhundert.